# Салій Ігор Володимирович
І́гор Володи́мирович Салі́й — солдат підрозділу Збройних Сил України, учасник російсько-української війни, який загинув у ході російського вторгнення в Україну в 2022 році.

## Життєпис
Народився 24 липня 1995 року в м. Костополі на Рівненщині.
У 2012 році закінчив 11-А клас загальноосвітньої школи І—ІІІ ступенів № 4 у рідному місті. У старших класах навчався у класах «А» біологічного профілю.
Проходив військову службу у складі 80 окремої десантно-штурмової бригади Збройних Сил України.
Загинув 28 лютого 2022 року, у перші дні російського вторгнення в Україну, при виконанні військового обов'язку на Миколаївщині.
Прощання із загиблим воїном у м. Костополі відбулося через місяць після його загибелі — 28 березня 2022 року, в соборі Петра і Павла, потім на Майдані Шевченка. Був похований на кладовищі «Нове», поряд з іншими Героями Костопільщини.

## Родина
У воїна залишилися батьки, брати і сестри.

## Нагороди
- орден «За мужність» III ступеня (2022, посмертно) — за особисту мужність і самовіддані дії, виявлені у захисті державного суверенітету та територіальної цілісності України, вірність військовій присязі [4].